# Alaskan malamute
L'Alaskan Malamute (pron. inglese: /ˈmæləˌmjuːt/) è un cane di taglia grande di tipo spitz. Cane molto robusto, che viene ancora oggi usato per il traino pesante, funzione originale di questa razza; in più, venne utilizzato anche per la caccia alla foca e all'orso polare; in alcune zone artiche viene, ad oggi, impiegato anche nella caccia al cinghiale insieme ad altre razze similari, tra cui il Laika siberiano e altre. 
Sono erroneamente scambiati con i Siberian Husky, ma le due razze sono molto differenti in dimensione, struttura e personalità.
Gli Alaskan Malamute sono una razza potente, molto vivace e dotata di grande coraggio, dal comportamento austero e leali al loro padrone, se educati nel giusto modo. Come tutte le razze di una certa mole, è sconsigliata a chi non ha esperienza con i cani; il Malamute è una razza psicologicamente complessa da gestire, con origini da grande lavoratore nel traino pesante e nella caccia.

## Storia
In passato, l'Alaskan Malamute veniva usato come cane da traino pesante sulla neve e ancora oggi si usa per questo. In oltre 3000 anni , venne e viene usato anche per la caccia all’orso polare, essendo questa razza dotata di una corporatura molto robusta e di grande coraggio. La sua funzione principale era quella di trasportare carichi molto pesanti durante le migrazioni delle tribù dei Mahlemut; il loro lavoro era decisamente reso più complesso dalla neve alta. Sicuramente venne temprato dal clima rigido che è presente nell'ambiente in cui vive. Probabilmente il nome della razza deriva dal nome di una popolazione eschimese: i Malhemute. Gli Alaskan sono dei cani che godono di grande fascino per l'aspetto che ricorda quello del lupo. Sono molto resistenti e per questo vengono usati anche per la soma su lunghezze variabili. Non sono indicati per il traino veloce (funzione originaria dell’husky) e tanto meno gare di velocità o agility, anche se alcuni li usano anche per queste attività, che, tuttavia, non rispecchiano l’origine e la funzione di questa razza. Si differenziano dal suo cugino husky, poiché si tratta di un cane che, nonostante la sua taglia, che può arrivare anche fino ben oltre i 40kg, è in grado di trainare grandi pesi per lunghi tratti. Ciò che accomuna i cani artici è la capacità di lavorare in condizioni estreme, con neve alta e temperature anche sotto i -30º. Quando in Alaska arrivarono i pionieri la razza si degradò notevolmente per gli incroci con cani di altre razze, ma nel 1926 la loro purezza venne salvaguardata dagli Stati Uniti.

## Caratteristiche

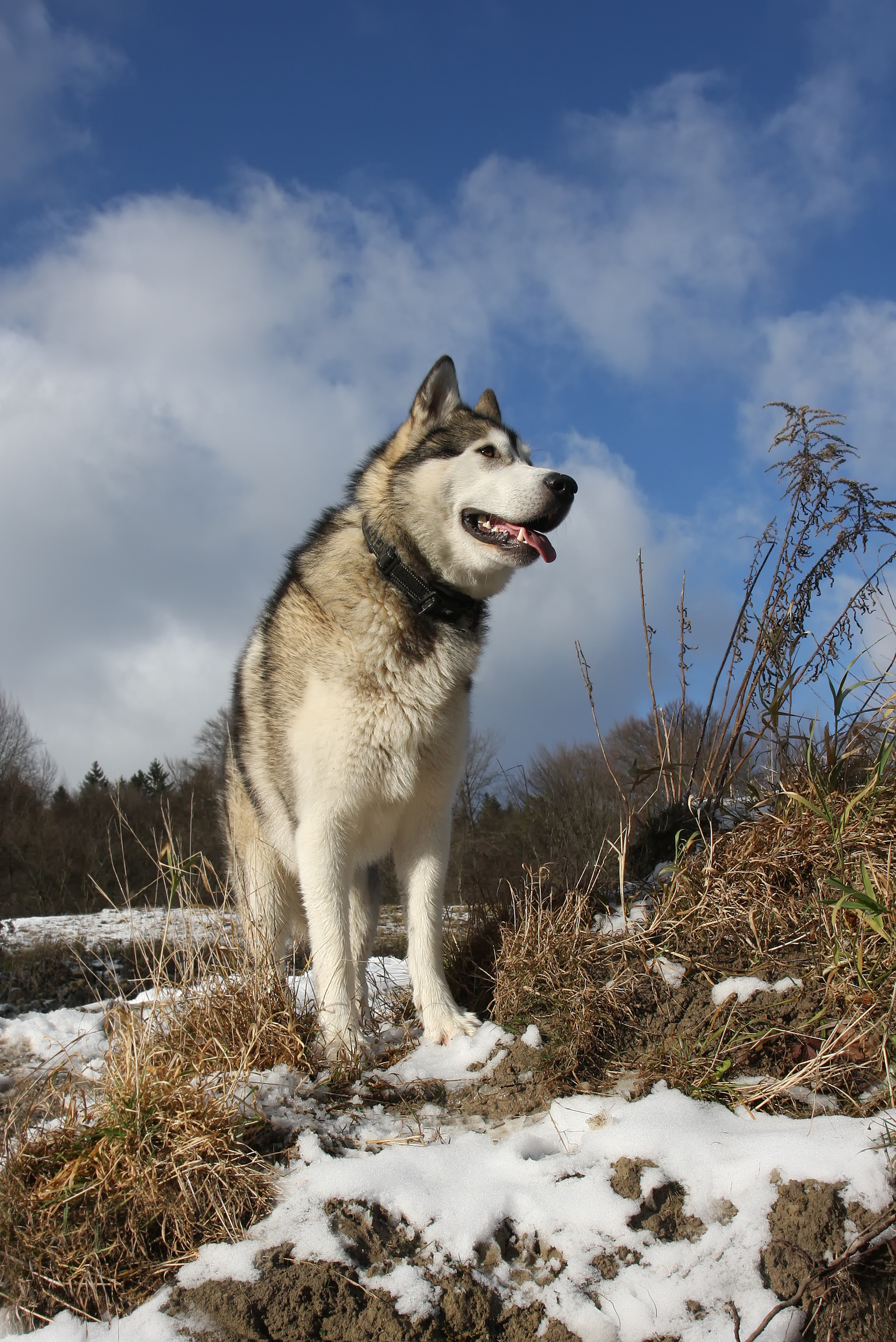
Esemplare di Alaskan Malamute

Condizioni di vita così estreme hanno sottoposto l'Alaskan Malamute a una dura selezione naturale, alla quale sono sopravvissuti solo i soggetti più forti e temprati. Il duro lavoro trainando la slitta, spesso in condizioni a dir poco proibitive per altre razze, lo ha forgiato fisicamente e caratterialmente. Tutto ciò ci ha consentito di ereditare una razza con un patrimonio genetico solido e intatto, con soggetti resistenti, equilibrati psichicamente e dotati morfologicamente.
L'Alaskan Malamute è un cane gerarchico, abituato a lavorare in muta con ruoli ben definiti. Accetta la convivenza con altri cani dopo aver stabilito la gerarchia, cosa che può avvenire anche in modo cruento con soggetti dominanti. Tra le peculiarità più sorprendenti c'è la straordinaria resistenza al traino rispetto ad altre razze. L'intelligenza e l'istinto fuori dal comune, associati all'eccezionale senso dell'orientamento insito nel suo DNA, gli consentono di decidere per il meglio in qualunque situazione.
Ciò che invece affascina di più dell'Alaskan Malamute è senza dubbio il suo movimento con portamento fiero. La grande potenza che esprime, con la spinta del posteriore e l'allungo dell'anteriore, associata all'andatura ritmica e sciolta, gli consente di economizzare energie e nel contempo coprire molto terreno.

## Carattere
Come cane nordico l'Alaskan Malamute è all'ultimo grado di evoluzione psicosomatica del lupo. In lui spicca quindi un massimo grado di socializzazione (branco) e un alto grado di curiosità. Il Malamute non è un cane territoriale quindi di base non è adatto alla guardia anche se, sfruttando stazza e aspetto, può risultare comunque valido. Come tutti i cani  necessita di una buona educazione. Pur non nutrendo affetto esclusivo, riconosce il suo leader, in genere il proprietario, per il quale ha una certa propensione.
L'Alaskan Malamute è un cane molto leale, pronto al gioco se invitato. Un compagno ideale per escursioni tra la natura siano esse podistiche, ciclistiche o in slitta. Con la maturità i maschi tendono a diventare più dignitosi, mentre le femmine restano più espansive.
La convivenza con un cane in genere e un Alaskan Malamute in particolare è un confronto tra intelligenze il cui risultato è meno scontato di quello che si può pensare. Difficilmente farà cose perché costretto, vorrà essere convinto e per convincerlo non serve farsi temere, ma è necessario conquistarsi il suo rispetto e la sua fiducia.

## Aspetti morfologici
- Altezza: le femmine misurano normalmente 58 cm minimo per un peso (minimo) di 34kg fino ad arrivare ai 36-40kg, mentre per i maschi la taglia è di 65 cm minimo al garrese, arrivando ad un peso tra i 38 e i 54kg. Bisogna ricordare che non è possibile stabilire un singolo peso ideale, poiché si andrebbe contro le leggi della biologia animale (genetica).  Gli enti canini non tengono conto di questo fondamentale particolare (descrivono quindi una taglia non coerente alla genetica). Il peso del cane deve essere naturale, proporzionato e chiaramente esiste un range di taglia, al fine di conservare la purezza della razza. Per maggior informazioni, ricercare “variabilità genetica e di taglia” negli animali. L’Alaskan malamute, come tutti i cani, deve seguire una dieta sana, preferendo alimenti cucinati, quali carne e pesce, e l’Alaskan malamute in particolare necessita di molto esercizio, essendo per l’appunto un cane da lavoro pesante.   Una variante fuori standard è invece il "Giant" Alaskan Malamute, i cui esemplari arrivano a pesare oltre i 60kg. Nelle spedizioni artiche vengono usate diverse tipologie di razze: in capo alla slitta vi saranno esemplari più leggeri e scattanti (Siberian Husky, Groenlandese, Canadian Eskimo dog, ecc ...) mentre sul retro vengono usati esemplari più robusti (l'Alaskan Malamute è la razza più grande tra tutte quelle artiche). Generalmente, nelle spedizioni veloci si favoriscono i cani leggeri, come il Siberian, ma è anche molto comune l'uso di meticci frutto dell'unione di varie razze artiche (tra i quali spicca l'Alaskan Husky). Si ritiene importante ricordare che l’Alaskan Malamute  veniva utilizzato dalle tribù dei Mahlemiute per funzioni piuttosto pesanti e faticose: oltre a sostenere l’uomo nella caccia, veniva impiegato nelle migrazioni delle tribù per il traino di attrezzature e approvvigionamenti, quindi carichi piuttosto pesanti, con l’aggravante  della neve alta, che rendeva il lavoro ancora più complesso. In collegamento con quanto citato sopra, nello sled dog vengono spesso usate razze miste al fine di ottimizzare le prestazioni. Per maggiori informazioni riguardo al lavoro originario e ancora attuale del Malamute, fare riferimento alle guide di Joe Henderson e altri musher a lui simili, operanti nell'artico, da circa 35 anni, con malamute di peso tra i 34 e i 54kg e anche con altre razze artiche.
- Mantello: il pelo è ritto sul corpo, spesso e duro. È dotato anche di sottopelo, che è lanoso e molto fitto. I colori possono essere: dal grigio chiaro al nero, bruno, dal dorato al rosso scuro, con il ventre, il muso, i piedi e le zampe bianche.
- Corpo: il torace è molto profondo, il dorso rettilineo e inclinato verso i lombi. La costituzione è vigorosa.
- Testa: la testa è piuttosto simile a quella del lupo. Il muso è grosso e dotato di potenti mascelle, con le labbra "sorridenti". La fronte è invece ampia.
- Orecchie: le orecchie sono molto distanziate, erette, triangolari e piccole.
- Occhi: gli occhi sono a mandorla, non troppo grandi ed obliqui. Il colore è marrone o ambra.
- Zampe: le zampe anteriori sono molto robuste e muscolose, mentre le posteriori sono vigorose e grosse.
- Piedi: i piedi sono caratterizzati dalle dita ravvicinate ed arcuate. I polpastrelli sono solidi e spessi.
- Coda: la coda è ricoperta da un folto pelo, con l'attaccatura bassa. A differenza del Siberian Husky, la coda è tenuta alta sia in stazione che in movimento.

## Mantenimento e cura
Il cane con l'uomo instaura un rapporto diverso che con i suoi simili, pertanto non c'è il rischio che il Malamute possa avere nei nostri confronti atteggiamenti da soggetto alfa. Occorre peraltro evitare di scivolare nell'antropomorfismo attribuendo al cane sentimenti e caratteri dell'uomo. Più che in altre razze è necessario essere coerenti e pazienti, educandolo con dolcezza e fermezza.
Essendo un cane frugale, ha poche necessità: un paio di spazzolate contropelo a settimana (quando è in muta anche tutti i giorni), una pulizia settimanale dei padiglioni auricolari esterni, una dieta equilibrata con una razione quotidiana di mangime di ottima qualità, alla quale aggiungere uno o due cucchiai d'olio; per la cura del pelo sono necessari almeno due/tre bagni annuali e se non si è adeguatamente attrezzati con vasca, detergente specifico e soffiatore rivolgersi a una toelettatura, in quanto il sottopelo dell'Alaskan Malamute è difficile da bagnare, ma ancor più da asciugare compiutamente; infine un controllo veterinario semestrale per feci e urina e il richiamo annuale delle vaccinazioni.